# غوستاف ليندغرين
غوستاف ليندغرين (بالسويدية: Gustaf Lindgren)‏ هو مهندس معماري سويدي، ولد في 4 نوفمبر 1863 في Klara Church Parish ‏ في السويد، وتوفي في 22 أغسطس 1930 في Engelbrekt Parish ‏ في السويد.